# Theobald Scharnagl

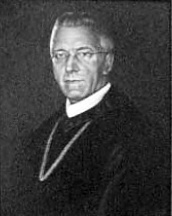
Abt Theobald Scharnagl (1930)

Theobald Scharnagl SOCist (* 4. Februar 1867 in Heiligenkreuz; † 9. Juni 1943 in Osek) war von 1912 bis 1943 der 46. Abt des Klosters Osek.

## Leben
Der in Heiligenkreuz bei Plan geborene Andreas Scharnagl besuchte die höhere Schule in Mies, trat am 8. Oktober 1889 in das Kloster Osek ein (feierliche Profess am 1. November 1893) und erhielt den Ordensnamen Theobald. Nach dem Theologiestudium wurde er 1894 zum Priester geweiht. Danach war er Kaplan und, nach dem Studium der Philosophie und der klassischen Sprachen an der Universität Prag, Gymnasialprofessor in Pilsen und am Ordensgymnasium in Komotau. Am 18. April 1912 wurde er unter dem Vorsitz von Theobald Grasböck, dem Generalvikar der österreich-ungarischen Zisterzienser und Abt des Stifts Wilhering, zum Abt gewählt. Aufgrund dieser Stellung war er bis 1918 Mitglied des böhmischen Landtags. Das Amt des Abts hatte er bis zu seinem Tod 1943 inne. Bestattet ist er auf dem Klosterfriedhof.
Obwohl 1921 ein großer Teil des Klosterbesitzes durch die tschechoslowakische Agrarreform enteignet worden war, konnte in seiner Amtszeit die Stiftskirche renoviert und 1924 die Gemäldesammlung durch den Kunsthistoriker Dr. Josef Opitz neu geordnet werden. Der Kreuzgang und der Kapitelsaal wurden 1927 stilgerecht restauriert und 1933 wurde die Hauptorgel der Stiftskirche umgebaut und vergrößert.